# 티 포 투
티 포 투(Tea For Two)는 미국에서 제작된 데이빗 버틀러 감독의 1950년 코미디, 뮤지컬, 멜로/로맨스 영화이다. 도리스 데이 등이 주연으로 출연하였다.

## 출연

### 주연
- 도리스 데이
- 고든 맥라

### 조연
- 진 넬슨
- 이브 아덴
- 빌리 드 울프
- S.Z. 사칼
- 빌 굿윈
- 패트리스 와이모어
- 버지니아 깁슨

## 제작진
- 원작자: 프랭크 맨델
- 원작자: 오토 A. 하바치
- 의상: 레아 로즈